# Sunnery James & Ryan Marciano
Sunnery James & Ryan Marciano es un dúo de DJ's y productores holandeses formado por Sunnery Gorra y Ryan de Largo orientados al Electro House y Progressive House.
Acostumbrados a las marcas de renombre, lanzaron "SOTU" en marzo de 2013, en colaboración con Nicky Romero, en el sello discográfico de Steve Angello. El título fue un éxito y se ubica en el #2 en Beatport
Poco después, el dúo se unió a Spinnin 'Records, donde firmaron muchos sencillos como "Triton", "Salute" y más recientemente "Come Follow".
En 2017, fundaron el sello SONO MUSIC. Este es un subsello del sello musical de Armin van Buuren llamado Armada Music.

## Vida privada
A modo de curiosidad, ambos son de ascendencia surinamesa
Tanto Sunnery James como Ryan Marciano tienen un hijo y una hija con sus respectivas parejas. Sunnery James está casado con la modelo neerlandesa Doutzen Kroes desde 2010 .
Sunnery James jugó en el Ajax en su juventud y también hizo prácticas en el Chelsea FC . Esto llegó a su fin debido a que sufrió una grave lesión en el tobillo en tres lugares durante el entrenamiento.

## Discografía

### Álbumes
En estudio
- 2022: Fundamentals

### Sencillos
2008:
- Pina [Masal (Azucar)]
- Gate 76 (con Hardwell) [Slized Recordings]

2009:
- Lift U Up (Melvin Reese Vs. Sunnery James & Ryan Marciano) [Sneakerz Muzik]
- Pondo / Jetlag [Dirty Dutch Music]
- The Desert (Original Mix) [Dirty Dutch Music]

2010:
- 'Snitch/Traffic Jam [Size Records]
- 'Birambi [Spinnin Records]
- 'Climb [Spinnin Records]

2011:
- 'We Are [Mixmash Records]
- 'Tribeca [Subliminal Records]
- 'Lethal Industry [Spinnin Records]

2012:
- 'Markuzza/Zweepstok [Size Records]
- 'Finally Here [Spinnin Records]

2013:
- Firefaces (Energy 2013 Anthem) (con Jaz von D) [Spinnin Records]
- Stiffness (with Chocolate Puma) [X]
- Ultronic [Spinnin Records]
- Triton (Dance Valley 2013 Anthem) (con DubVision) [Spinnin Records]
- S.O.T.U. (Nicky Romero, Sunnery James & Ryan Marciano ft. Fast Eddie) [Size Records]
- Jungle Blood (feat. Erick Morillo, Harry Romero & Jose Nunez) [D:Vision]

2014:
- Circus (con Ariyan) [Musical Freedom]
- One Life (feat. Miri Ben-Ari) [DOORN (Spinnin)]
- Salute [Spinnin Records]
- Red Moon [DOORN (Spinnin)]

2015:
- Come Follow (feat. Ki Fitzgerald) [Spinnin Records]
- Karusell (feat. Leroy Styles) [Spinnin Records]
- ABC (feat. Sander van Doorn) [Doorn Records (Spinnin)]
- Horny Bounce [Armada Trice]
- Red Moon [Spinnin Records]

2016:
- Don't Make Me Wait [Armada Music]
- Drums Of Tobago (feat. Eddie Thoneick) [Armada Music]

2017:
- The One That Got Away (feat. Clara Mae) [Armada Music]
- Nobody Told Me (feat. KEPLER) [SONO Music]
- Avalanche (feat. Luciana) [SONO Music]
- Shorty [SONO Music]
- La Vela (Prende La Vela) [SONO Music]
- You Are (con Armin van Buuren) [Armada Music]

2018:
- Thinking About You (feat. Blaq Tuxedo) [SONO Music]
- I'll House You (feat. Thomas Newson) [SONO Music]
- Worst Way (feat. Seann Bowe) [SONO Music]
- Savages (feat. Bruno Martini feat. Mayra Arduini) [SONO Music]
- Badman (feat. Dyna) [SONO Music]
- Bombs Away (feat. Tom Staar) [SIZE Records]
- You Are Too (vs. Armin van Buuren) [Armada Music/Armind/SONO Music]
- Born Again (Babylonia) (Sunnery James & Ryan Marciano × Nicola Fasano & Adam Clay) [SONO Music]
- In My Mind (feat. Marc Volt) [SONO Music]
- Minutes Away (feat. Bayku) [SONO Music]

2019
- Elephant Hills [SONO Music]
- Bring The Beat Back [SONO Music]
- Shameless (feat. Bruno Martini feat.  Mayra Arduini) [Armada Music]
- Ruff (feat. Novak) [SONO Music]
- Yeke Yeke [SONO Music]
- Love, Dance and Feel (feat. Leon Benesti) [SONO Music]
- In My Bones (feat. Dan McCalister) [SONO Music]
- PONYPACK [SONO Music]
- Monster (feat. Magnificence)
- Nooit Niet Verliefd (con Guus Meeuwis) [Modestus Records]
- Kneiter [SONO Music]

2020
- What If (feat. Hannah Ellis) [Armada Music]
- Let’s Play[Armada Music]
- PRAY (feat. YAX.X feat. SABRI) [Armada Music]
- Life After You (feat. RANI) [Future House Music]

2021
- Unseen Heroes [Armada Music]
- Forever [Sono Music]
- Let It Lie [SONO Music]
- Without Ya (con Olivia Sebastianelli) [SONO Music]
- Better Things (feat. Ginge & Q.G.) [SONO Music]

2022
- Summer Thing (feat. Dragonette, Cat Dealers, Bruno Martini)
- Oeng Baka [SONO Music]
- Don't Stop It Now (feat. Leonie Meijer) [SONO Music]
- Truth of the Mind (con MC Roga) [SONO Music]
- You Got Me Calling (Sunnery James & Ryan Marciano, YAX.X feat. Sabri) [SONO Music]
- RUN [SONO Music]
- Got Me Hypnotized (Laidback Luke, Sunnery James & Ryan Marciano & Ed Graves) [Mixmash Records]
- Closure (feat. Bruno Martini feat. Mayra Arduini) [SONO Music]

2023
- Leader (Dimitri Vegas & Like Mike, Sunnery James & Ryan Marciano × Azteck ft. Tinie Tempah) [Smash the House]
- Trompa (Sofi Tukker, Sunnery James & Ryan Marciano) [SONO Music]
- Ducati (con Alina Pozi) [SONO Music]
- Keloke (Sunnery James & Ryan Marciano × Gian Varela feat. Bla-de) [SONO Music]
- Peace of Mind (con Michael Ekow) [SONO Music]

2024
- Vai Sentar (con MC Leléto) [SONO Music]
- Pina Mexer (Leroy Styles X Sunnery James & Ryan Marciano X Gregor Salto feat. Thais) [Salto Sounds (Moganga)]
- Good Life (Sunnery James & Ryan Marciano × Inner City) [Armada Music]

### Remixes
Lista seleccionada
- 2009: Chuckie – Aftershock (Can't Fight the Feeling) (Sunnery James & Ryan Marciano Remix)
- 2010: Kaskade feat. Haley – Dynasty (Sunnery James & Ryan Marciano Remix)
- 2010: Afrojack feat. Eva Simons – Take Over Control (Sunnery James & Ryan Marciano Remix)
- 2011: DJ Gregory & Gregor Salto feat. The Serafim Crew – "Paris Luanda" (Sunnery James & Ryan Marciano Remix)
- 2011: Manufactured Superstars feat. Selina Albright – "Serious" (Sunnery James & Ryan Marciano Remix)
- 2012: Markus Schulz Presents Dakota – "Cape Town" (Sunnery James & Ryan Marciano Remix)
- 2012: Ferry Corsten feat. Ben Hague – "Ain't No Stoppin'" (Sunnery James & Ryan Marciano Remix)
- 2014: Gareth Emery feat. Bo Bruce – "U" (Sunnery James & Ryan Marciano Remix)
- 2014: Calvin Harris & Alesso feat. Hurts – Under Control (Sunnery James & Ryan Marciano Mix)
- 2015: Carnage, Erick Morillo & Harry Romero feat. Mr. V – "Let The Freak Out"
- 2017: J Balvin & Willy William – Mi Gente (Sunnery James & Ryan Marciano Remix)
- 2017: The Knocks & Captain Cuts – House Party (Sunnery James & Ryan Marciano Remix)
- 2018: Armin van Buuren feat. Conrad Sewell – Sex, Love & Water (Sunnery James & Ryan Marciano Remix)
- 2019: Jewelz & Sparks – Bring It Back (Afrojack & Sunnery James & Ryan Marciano Remix)
- 2019: Hardwell feat. Trevor Guthrie – Summer Air (Sunnery James & Ryan Marciano Remix)
- 2019: Major Lazer with J Balvin & El Alfa – Que Calor (Sunnery James & Ryan Marciano Remix)
- 2023: Steve Angello – Monday (Sunnery James & Ryan Marciano & Magnificence Remix)
- 2023: Daveartt – Yo quiero una nena (Sunnery James & Ryan Marciano and Tom Enzy Remix)
- 2023: Afro Medusa – Pasilda (Sunnery James & Ryan Marciano Remix)
- 2024: MORTEN – Good God (Sunnery James & Ryan Marciano Remix)
- 2024: Zerb & Sofiya Nzau – Mwaki (Sunnery James & Ryan Marciano Remix)

### Futuros lanzamientos
- n/a (información aun  no disponible)
- Lanzamiento (??/??) (Fecha de lanzamiento del trabajo (Día/Mes))

| Año     | Disponible   | Canción   | Colaboración | Sello discográfico  | Nota                                                                         |
| ------- | ------------ | --------- | ------------ | ------------------- | ---------------------------------------------------------------------------- |
| 2019/20 | Próximamente | Like This | vs. Hardwell | Revealed Recordings | Confirmado y presentado por Sunnery & Ryan en Nameless Music Festival, Italy |

## Ranking DJMag
| DJ                            | 2020 | 2021 | 2022 |
| ----------------------------- | ---- | ---- | ---- |
| Sunnery James & Ryan Marciano | 87°  | 87°  | 96°  |